# Talne

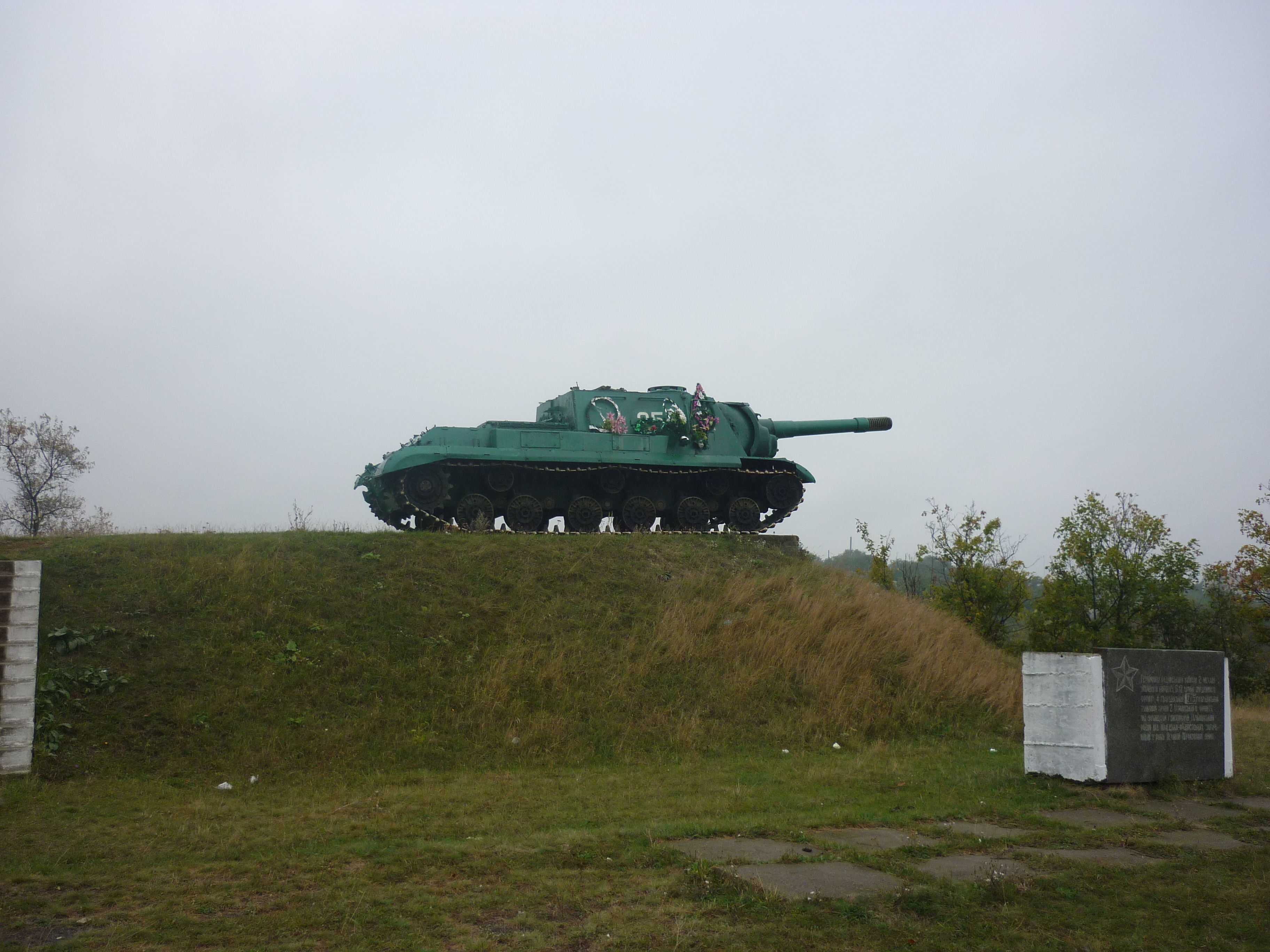
Krigsmonument i Talne.

Talne (ukrainska: Тальне́ uttal (fil); ryska: Тальное, Talnoe) är en stad i Tjerkasy oblast i Ukraina. Folkmängden uppgick till 14 343 invånare i början av 2012.